# Cronaca di Anna Magdalena Bach
Cronaca di Anna Magdalena Bach (Chronik der Anna Magdalena Bach) è un film del 1967 diretto da Jean-Marie Straub e Danièle Huillet. Basato sulle lettere di Bach e sul suo necrologio, pubblicato nel 1754 dal figlio Carl Philipp Emanuel con Johann Friedrich Agricola, coniuga finzione narrativa e aspetti documentari: all'esecuzione filologica di pezzi bachiani con strumenti d'epoca, riprodotta in presa diretta, si unisce infatti la lettura fuori campo della cronaca fittizia della seconda moglie del compositore.
Johann Sebastian Bach è interpretato da Gustav Leonhardt, particolarmente a suo agio nella parte, soprattutto nelle scene che lo vedono impegnato all'organo o al clavicembalo. Le musiche del film sono eseguite dal Concentus Musicus Wien diretto da Nikolaus Harnoncourt.
La macchina da presa, spesso immobile, mostra lunghe sequenze in cui Leonhardt interpreta capolavori come l'assolo del quinto concerto Brandeburghese o un estratto del preludio in si minore BWV 544.

## Trama
La pellicola, ambientata nel 1720, ha come soggetto i ricordi della seconda moglie di Bach, la cantante Anna Magdalena Wülken. Ella rievoca i 25 anni passati al fianco del grande musicista.

## Riconoscimenti
- nomination all'Orso d'Oro di Berlino a Jean-Marie Straub al Berlin International Film Festival del 1968
- Trofeo Sutherland a Jean-Marie Straub dal British Film Institute Awards (1968)